# Strada principale 21
La strada principale 21 è una delle strade principali della Svizzera.

## Percorso
La strada n. 21 ha origine dal confine con la Francia presso Saint-Gingolph, sulle rive del Lemano; essa costituisce la prosecuzione della strada dipartimentale D 1005.
A breve abbandona il Lemano raggiungendo Monthey e Bex; da quest'ultima località inizia il tronco in comune con la n. 9, attraverso Saint-Maurice e Martigny, dove le due strade tornano a separarsi: mentre la n. 9 continua a risalire la valle del Rodano, la n. 21 inizia l'ascesa delle Alpi, toccando Orsières prima di raggiungere il confine italiano al colle del Gran San Bernardo. Oltre confine, la strada prosegue verso Aosta come SS 27.
Da Martigny al confine italiano il tracciato è parte della strada europea E27.